# Nik Xhelilaj
Nik Xhelilaj, właśc. Kreshnik Xhelilaj (ur. 5 marca 1983 w Tiranie) – albański aktor i prezenter.

## Życiorys

### Wczesne lata
Urodził się w Tiranie w rodzinie wojskowych (oboje rodzice byli żołnierzami zawodowymi). Zgodnie z życzeniem ojca w 1997 Nik wyjechał do Stambułu, aby tam uczyć się w szkole dla kadetów. Po siedmiu miesiącach porzucił szkołę i zdecydował się wrócić do Albanii. Kiedy nie zdał egzaminów wstępnych na studia prawnicze związał się z grupą Sirea Film, której twórcy doradzili mu rozpoczęcie studiów aktorskich.
W 2004 rozpoczął studia na wydziale aktorskim Akademii Sztuk w Tiranie. W 2007 zadebiutował na scenie w sztukach: Tramwaj zwany pożądaniem i Sunset’s Bells.

### Kariera
W 2005 wziął udział w filmie krótkometrażowym Eriona Mucollariego Single Use. Na deskach Alexander Moisiu Theatre grał w spektaklach: Tango (2008) i Panna Julia (2010). Już po pierwszym roku studiów zauważył go reżyser Piro Milkani, powierzając jedną z głównych ról w filmie Smutek pani Šnajder (2008). W filmie, będącym koprodukcją albańsko-czeską zagrał Albańczyka, który w latach 50. studiuje w czeskiej akademii filmowej i zakochuje się w córce komendanta milicji. Xhelilaj, który nie znał czeskiego nauczył się na pamięć kwestii i odpowiedniej wymowy. W czasie realizacji filmu producenci zaproponowali młodemu aktorowi aby zmienił swoje oryginalne imię i używał jego krótszej wersji.
Xhelilaj zagrał do tej pory w czterech filmach, z których dwa zostały zgłoszone przez Albanię do nagrody Amerykańskiej Akademii Filmowej, ale nie uzyskały nominacji. W 2009 zagrał główną rolę w niemiecko-albańskiej produkcji Albańczyk. Za tę rolę został wyróżniony Nagrodą św. Jerzego na Międzynarodowym Festiwalu Filmowym w Moskwie.
Od 2007 występuje na deskach teatrów albańskich. W jego dorobku scenicznym znajduje się m.in. rola Artura w inscenizacji Tanga Sławomira Mrożka, którą wystawił Teatr im. Aleksandra Moisiu w Durrës.
W lutym 2010 wystąpił w albańskiej edycji Tańca z gwiazdami. Jego partnerką była Olta Ahmetaj, a para zajęła 11 miejsce (na 13 startujących).
W 2015 aktorowi powierzono zagranie tytułowej roli w niemieckim remaku Winnetou i Old Shatterhand, którego premiera odbyła się w roku 2016. W październiku 2021 odwiedził Polskę jako gość Warszawskiego Festiwalu Filmowego, pretekstem była polska premiera filmu Albańska dziewica

## Filmografia
- 2008: Smutek pani Šnajder jako Lek Seriani
- 2009: Żyj! jako Koli
- 2009: Albańczyk jako Arben
- 2012: Kayip Sehir jako Kadir (serial telewizyjny)
- 2014: Bogowie szczęścia jako Mehmet
- 2014: Engjejt jane larg jako Shpetim
- 2016: Winnetou & Old Shatterhand jako Winnetou
- 2017: Payitaht Abdülhamid jako Marco (serial telewizyjny)
- 2018: Direnis Karatay jako Börke
- 2018: Nie wysiadaj jako Falke
- 2018: Nefes Nefese jako Boran (serial telewizyjny)
- 2018: Milk & Honey jako Arian
- 2019: Kobra – oddział specjalny jako Timo
- 2020: Uyanis: Büyük Selcuklu jako Jorgos
- 2021: Wir Kinder vom Bahnhof Zoo jako Dijan (serial telewizyjny, wystąpił w 8 odcinkach)
- 2021: Albańska dziewica jako Flamur
- 2023: Policë për kokë jako Maksimilian Murati
- 2023: Ballko Tenerifa jako Draško Jordanov
- 2023-2024: Dziedzictwo jako Firtina Poyraz (serial telewizyjny)

## Nagrody i nominacje
| Rok  | Nagroda                                                       | Kategoria                   | Film              | Rola     |
| ---- | ------------------------------------------------------------- | --------------------------- | ----------------- | -------- |
| 2010 | Złota Bogini (Festiwal Filmowy w Prisztinie)                  | Najlepszy aktor             | Albańczyk         | Arben    |
| 2010 | Silver George (32. Międzynarodowy Festiwal Filmowy w Moskwie) |                             | Albańczyk         | Arben    |
| 2010 | Nuremberg Film Festival „Turkey-Germany”                      | Najlepszy aktor             | Albańczyk         | Arben    |
| 2010 | 47. Uluslararası Antalya Altın Portakal Film Festivali        | Najlepszy aktor             | Albańczyk         | Arben    |
| 2011 | Międzynarodowy Festiwal Filmowy w Berlinie                    | EFP Shooting Star (Albania) | –                 | –        |
| 2014 | Worldfest Houston                                             | Najlepszy aktor             | Bogowie szczęścia | Mehmet   |
| 2021 | Festiwal Filmowy w Prisztinie                                 | Najlepszy aktor             | Crossroads        | Benyamin |